# Бангладешско-японские отношения
Бангладешско-японские отношения — двусторонние дипломатические отношения между Бангладеш и Японией.

## История
Бангладеш являлся частью Британской Индии и до её раздела в 1947 году не имел самостоятельных контактов с Японией. В середине 1950-х годов было открыто консульское представительство Японии в Дакке (Восточный Пакистан). Официальные дипломатические отношения установлены 10 февраля 1972 года. 11 февраля 1972 года Бангладеш открыл посольство в Токио, а Япония — в Бангладеш. Посольство Японии в Бангладеш находится по адресу: 5 & 7, Dutabash Road, Баридхара, Дакка. В 2014 году, по данным Би-би-си, 71 % бангладешцев позитивно оценивал Японию, что делает Бангладеш одной из наиболее про-японских стран в мире.
1 июля 2016 года семь японцев погибли в результате террористических атак на Дакку. Премьер-министр Японии Синдзо Абэ заявил, что испытывает чувство глубокого гнева из-за того, что так много невинных людей погибло в результате акта жестокого и гнусного терроризма.

## Торговля
К 2004 году Япония стала четвертым по величине источником прямых иностранных инвестиций Бангладеш после США, Великобритании и Малайзии. Япония также является важным источником помощи для развития экономики Бангладеш. Японии планирует заручиться поддержкой Бангладеш на вступление в постоянные члены Совет Безопасности Организации Объединённых Наций, а также обеспечить рынки сбыта своей готовой продукции в этой стране.
С 2015 года Япония является 7-м по величине экспортным рынком для Бангладеш. Импорт Японии из Бангладеш составляет 0,17 % от всего объёма импорта. К 2015 году объём товарооборота между странами составил сумму 2,3 миллиарда долларов США. Импорт Японии из Бангладеш: текстиль, изделия из кожи и креветки.

## Военное сотрудничество
В 2023 году правительство Японии договорилось с Бангладеш предоставить четыре патрульных катера в рамках новой программы сотрудничества под названием «Официальная помощь в сфере безопасности». Новая структура призвана способствовать Японии в поставке вооружения и других материалов странам-союзникам в качестве метода укрепления сотрудничества в области безопасности. Ожидается, что ВМС Бангладеш будут использовать японские катера для патрулирования, а также для оказания помощи при стихийных бедствиях.